# 富本町 (豊橋市)
富本町（とみもとちょう）は、愛知県豊橋市の地名。

## 地理
豊橋市中央南部に位置する。東は町畑町・北丘町・福岡町・小池町、西から北は鴨田町・東橋良町・中橋良町・橋良町・柱一番町・柱九番町に接する。

### 小字
- 国隠（くにがくし）
- 東郷（とうごう）
- 東山（ひがしやま）

## 歴史

### 人口の変遷
国勢調査による人口および世帯数の推移。
| 1995年（平成7年）  | 326世帯 710人 |  |
| 2000年（平成12年） | 393世帯 885人 |  |
| 2005年（平成17年） | 408世帯 831人 |  |
| 2010年（平成22年） | 419世帯 808人 |  |
| 2015年（平成27年） | 415世帯 757人 |  |

### 沿革
- 1932年（昭和7年）9月1日 - 渥美郡高師村の豊橋市への編入と同時に、大字福岡の一部より富本町が成立[2]。
- 1946年（昭和21年）7月25日 - 一部が鴨田町となる[3]。

## 交通
- 国道259号[1]
- 愛知県道502号豊橋環状線[1]
- 愛知県道2号豊橋渥美線[1]
- 愛知県道386号平井牟呂大岩線[1]

## 施設
- 農林水産省愛知食糧事務所豊橋支所[4]
- 東海農政局豊橋統計情報出張所[4]
- 三河総合保健センター[4]
  - 豊橋保健所[4]
  - 愛知県東三河消費生活センター[4]
  - 愛知県公害調査センター東三河支所[4]
- 愛知県立時習館高等学校[4]
- 豊橋市南部窓口センター[4]
- 豊橋市休日夜間急病診療所[4]
- 豊橋警察署南部派出所[4]
- 市営富本住宅[4]
- 照国神社[4]

### WEB
1. ↑  “愛知県豊橋市の町丁・字一覧”.   人口統計ラボ. 2023年4月13日閲覧。
2. ↑  総務省統計局 (2017年1月27日). “平成27年国勢調査の調査結果(e-Stat) - 男女別人口及び世帯数 －町丁・字等” (CSV). 2021年7月21日閲覧。
3. ↑  “愛知県豊橋市の郵便番号一覧”.   日本郵便. 2023年4月13日閲覧。
4. ↑  “市外局番の一覧” (PDF).   総務省 (2022年3月1日). 2022年3月22日閲覧。
5. ↑  総務省統計局 (2014年3月28日). “平成7年国勢調査の調査結果(e-Stat) - 男女別人口及び世帯数 －町丁・字等” (CSV). 2021年7月20日閲覧。
6. ↑  総務省統計局 (2014年5月30日). “平成12年国勢調査の調査結果(e-Stat) - 男女別人口及び世帯数 －町丁・字等” (CSV). 2021年7月20日閲覧。
7. ↑  総務省統計局 (2014年6月27日). “平成17年国勢調査の調査結果(e-Stat) - 男女別人口及び世帯数 －町丁・字等” (CSV). 2021年7月21日閲覧。
8. ↑  総務省統計局 (2012年1月20日). “平成22年国勢調査の調査結果(e-Stat) - 男女別人口及び世帯数 －町丁・字等” (CSV). 2021年7月21日閲覧。
9. ↑  総務省統計局 (2017年1月27日). “平成27年国勢調査の調査結果(e-Stat) - 男女別人口及び世帯数 －町丁・字等” (CSV). 2021年7月21日閲覧。

### 書籍
1. 1 2 3 4 5 6  「角川日本地名大辞典」編纂委員会 1989, p. 1790.
2. ↑  吉川利明 1976, p. 30.
3. ↑  吉川利明 1976, p. 40.
4. 1 2 3 4 5 6 7 8 9 10 11 12  「角川日本地名大辞典」編纂委員会 1989, p. 1791.